# Huiñao

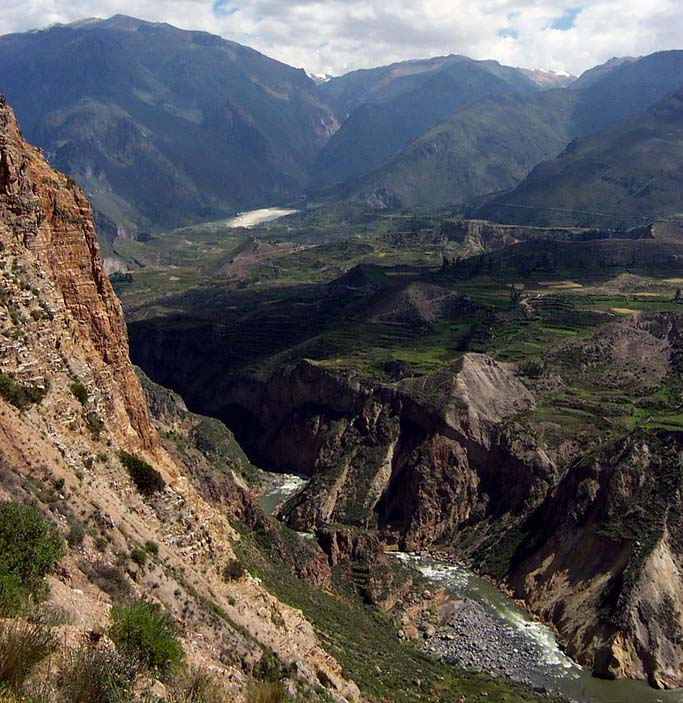
Cânion de Cothauasi

Huiñao é uma montanha nos Andes do Peru, tem cerca de 3,645 m (11,959 ft) de altura. Encontra-se na região de Arequipa, província de La Unión, distrito de Cotahuasi. O que torna a montanha tão especial entre as montanhas muito mais altas que a cercam é que ela está situada no Cânion de Cotahuasi e que de seu topo se tem boa vista sobre o Cânion e as montanhas circundantes. Há também um sítio arqueológico no topo da montanha.
Huiñao é venerado como um apu pela população local.